# Верхний Сеймчан
Верхний Сеймчан — село, расположенное в Среднеканском городском округе Магаданской области России.

## География
Село находится в 23 км от районного центра — поселка городского типа Сеймчан, в 361 км от областного центра — Магадана и в 5904 км от Москвы.

## Население
| 2002 | 2010 | 2012 | 2013 | 2014 | 2018 | 2020 |
| ---- | ---- | ---- | ---- | ---- | ---- | ---- |
| 703  | ↘345 | ↘288 | ↘237 | ↘220 | ↘128 | ↘80  |
| 2021 |      |      |      |      |      |      |
| ↗116 |      |      |      |      |      |      |